# Phoma dictamnicola
Phoma dictamnicola är en lavart som beskrevs av Boerema, Gruyter & Noordel. 1992. Phoma dictamnicola ingår i släktet Phoma, ordningen Pleosporales, klassen Dothideomycetes, divisionen sporsäcksvampar och riket svampar.   Inga underarter finns listade i Catalogue of Life.